# Baça
Der Baça ist ein Fluss in Zentralportugal. Er entspringt in Vimeiro und mündet in Alcobaça in den Alcoa, der unterhelb der Einmündung auch Rio Alcobaça genannt wird.